# Meena-Volksreligion
Die ethnische Religion der Meena ist eine indigene Religion und Teil des Sanatan Hindu Dharma. Die Meena assoziieren sich mit Matsya Avatar, einer der Inkarnationen (Dashavatara) der Hindu-Gottheit Vishnu.
Die Meena verehren seit Jahrhunderten Bäume und Pflanzen als ihre Totembäume. Dazu gehören die Verehrung und der Schutz von Bäumen während verschiedener kultureller Feste und die Verehrung von Büffeln, insbesondere während des Diwali-Festes, das kurz nach der Erntezeit stattfindet, aus Respekt vor ihrer wichtigen Rolle in der lokalen Agrarwirtschaft.

## Geschichte
Der Meena-Stamm lebte in Nain, das von Behrmaul mit Hilfe seiner Verbindungen zum Mogul zerstört wurde.  So berichtet ein alter historischer Bezirk von der Macht der Meena-Fürsten von Nain: So heißt es: Es gab zweiundfünfzig Festungen und sechsundfünfzig Tore, die dem mächtigen Mina, dem Raja von Nain, gehörten, dessen Herrschaft über Nain erlosch, als er sogar einen Teil der Spreu (bhus) einnahm.
Von Pajiui, dem Vasallenhäuptling von Prithviraj bis Baharmall, dem Zeitgenossen von Babur, hatten die Kachhwahas ihr Territorium nur wenig vergrößert.  Als dieser letztgenannte Fürst die Mina-Herrschaft von Nain zerstörte, ebnete er deren halbhundert Tore ein und errichtete auf ihren Ruinen die Stadt Lohwan (heute die Residenz des Rajawat-Häuptlings).  In der Rechtschreibung und Aussprache der Bezeichnung dieses Volkes wird ein Unterschied gemacht:  Maina bedeutet die asl oder „unvermischte Klasse“, von der es heute nur noch eine gibt, die Usara, während Mina die gemischte ist, von der sie barah pal^ oder zwölf Gemeinschaften zählen, die vom Blut der Rajputen abstammen, wie Chauhan, Tuar, Jadon, Parihar, Kaclihwaha, Solanki, Sankhla, Guhilot usw., und diese sind in nicht weniger als fünftausendzweihundert verschiedene Clans unterteilt.

## Traditionen
Diese Religion hat ihren Ursprung in der Dharadi-Tradition, in der die Liebe zu verschiedenen Formen der Natur praktiziert wird. Die Meenas waren die Hüter des Waldes. Auf der Grundlage der Bräuche der Vorfahren werden die Dharadi-Bäume in der ethnischen Religion der Meena bei der Heirat verehrt.

## Neuzeit
Die Meenas sind ein wichtiger Teil der hinduistischen Kultur und verehren die Trimurti und ihre verschiedenen Inkarnationen sowie die Hindu-Göttin Ambika. Die Meena verehren auch ihre lokalen Gottheiten je nach gotha (Abstammung) und kola (Familie oder Clan).
Die Meenas sind feste Gläubige und Beschützer der hinduistischen Kultur in Rajasthan, Madhya Pradesh und ganz Indien, setzen sich aber weiterhin für ihre ethnischen Überzeugungen ein, die während der Herrschaft der muslimischen Invasoren und später während der britischen Zeit Teil der größeren Sanatan-Kultur waren.